# Ukuaru valss
Ukuaru valss és un vals en la major compost originalment per a concertina, un tipus especial d'acordió, per Arvo Pärt l'any 1973 per a la banda sonora de la pel·lícula Ukuaru de Leida Laius. Té una durada d'aproximadament 3 minuts.
Per guanyar-se la vida, Arvo Pärt va crear música per a una vintena de pel·lícules a finals dels anys 60 i principis dels 70. No obstant això, el compositor no les va considerar apropiades per aparèixer al seu catàleg, excepte una versió per a piano d'Ukuaru vals, publicada el 2010, amb lleugeres modificacions respecte a la versió original. Aquest vals, amb una melodia simple en la tonalitat de la major, destaca per la seva senzillesa i no té gaire en comú amb la resta de l'obra de Pärt. La pel·lícula és una fita en la història del cinema estonià, amb Elle Kull (Minna) i Lembit Ulfsak (Aksel) interpretant els papers principals. Al llarg del film, aquest tema adquireix un paper rellevant en la història. La indicació de tempo és Mafsig oder temperametvoll (un tempo bastant lent).